# Híbrido de té

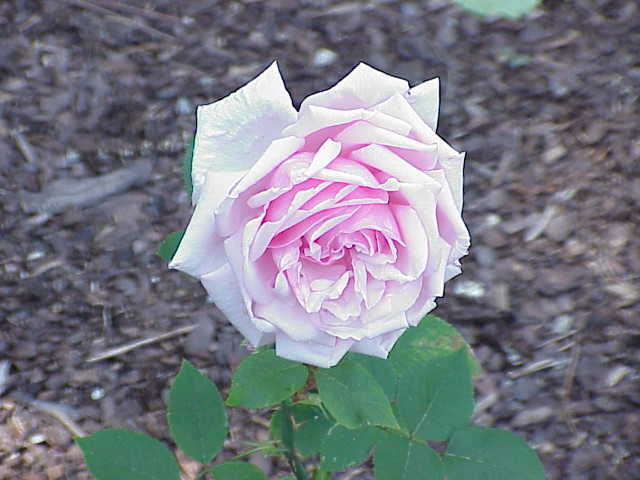
'La France', por Guillot Fils 1867.

Rosas híbridas de té o de grandes flores son un grupo de cultivares de rosas modernas de jardín, resultado del cruzamiento de dos tipos de rosas ellas mismas también híbridos. Por un lado la 'rosa de té' o "rosa con perfume de té" (Rosa × odorata × Rosa Bourbon o Rosa Noisette) y otra híbrida remontante (Rosa té  x Rosa gallica o Rosa centifolia o Rosa damascena). La idea era crear rosas que florecieran con la profusión de Polyantha, con belleza y variedad de colores.

## Descripción
Arbustos erectos, formados por tallos largos y rectos, alcanzando 1,20 a 1,80 m de altura, y algunos de ellos trepadores. Se producen en tallos largos, a veces unas pocas  flores solitarias con numerosos botones florales, que después de hermosos botones alargados,  son relativamente grandes (diámetro de 8 a 12 cm) y muy dobles. La mayoría tienen floración remontante, y algunos casi continua.
Los híbrido de té son el tipo de rosas más populares en el mundo, tanto por la variedad de colores como por la forma de la flor.
Tienen la ventaja sobre otras rosas de ofrecer tallos largos buscados para el corte de la flor y la creación de ramos.
La mayoría de las variedades, sin embargo, producen poco o nada de flores fragantes y no siempre son fáciles de cultivar en los jardines privados en las zonas muy húmedas o muy frías, debido a su susceptibilidad a las enfermedades (punto negro) y su rusticidad media.

## Historia
En general se considera que el primer híbrido de té del mundo es la rosa 'La France' creada en Lyon, en 1867,  por el rosalista francés Jean-Baptiste Guillot. Este híbrido es el resultado de un cruce entre un híbrido remontante, 'Madame Victor Verdier', y una rosa de té, 'Madame Bravy',de ahí el nombre de té híbrido. Esta nueva rosa se asocia a la abundante y remontante floración del híbrido originario caracteres hereditarios de las rosas de China y la belleza, la elegancia de las flores y el follaje de las rosas de té.
Actualmente, la rosa 'La France' todavía está disponible en algunos viveros especializados en rosas antiguas.
Otros rosales híbrido de té históricos son:
- 'Mme Caroline Testout' arbusto trepador obtenido por Joseph Pernet-Ducher en 1890, pequeño arbusto con grandes flores dobles de color rosa y perfumadas. 'Mme Caroline Testout' obtentor  por Chauvry muy fuerte en 1901, con alturas de 6 a 7 metros.
- 'Ophélia' obtenido por W. Paul en 1912, arbusto con flores de color rosa pálido de forma perfecta. Por su porte de escalada es de las más cultivadas.
- 'Soleil d'Or' obtenido por  Joseph Pernet-Ducher en 1900, la rosa  primero en flores de color amarillo-naranja girando a salmón, debido al cruce de un híbrido de té con Rosa foetida

El primer cruce polyantha/híbrido del té, 'Rödhätte', fue presentado por el cultivador danés Dines Poulsen en 1907. Esta poseía características de ambos de sus clases parentales, y se llamó inicialmente un Polyantha híbrido o rosa de Poulsen. Poulsen continuó esta línea de trabajo en los años siguientes, con la introducción de varias Polyanthas híbridos como la 'Else Poulsen' en 1924. Otros criadores también comenzaron la introducción de variedades similares, y en 1930 el nombre "floribunda" fue acuñado por Dr. J.N. Nicolas, un hibridador de rosas de Jackson & Perkins en los Estados Unidos. Este término se ha utilizado desde entonces para describir cultivares que en su ascendencia tienen cruces entre tés híbridos y polyanthas.
Las típicas rosas floribundas cuentan con arbustos tiesos, más pequeños y más espesos que la  media de las té híbridas pero menos densos y extensos que el polyantha promedio. Las flores suelen ser más pequeñas que las tés híbridas, pero se realizan en grandes dispersiones, dando un mejor efecto floral en el jardín. Las rosas Floribundas se encuentran en todos los colores de las té híbridas y con la flor en forma de las té híbridas clásicas, a veces difieren de las tés híbridas solo en su hábito de floración en ramos. Hoy en día todavía se utilizan en grandes esquemas de diseño de arriates en los parques públicos y espacios similares

## Propagación
El método usual de la multiplicación del híbrido de té es el injerto por gemación, una técnica que consiste en tomar una yema en forma de cuña en una planta madre y se injerta bajo la corteza del tallo de una portainjertos vigorosa, por ejemplo, Rosa multiflora.

## Vulnerabilidad
La mayoría de los tés híbridos son muy resistentes y pueden soportar el frío de un invierno normal. Sin embargo, es necesario proteger los pies del frío y el viento para evitar la excesiva caída de la temperatura que afecta a los botones vegetativos por debajo de -12 ºC.

## Denominaciones

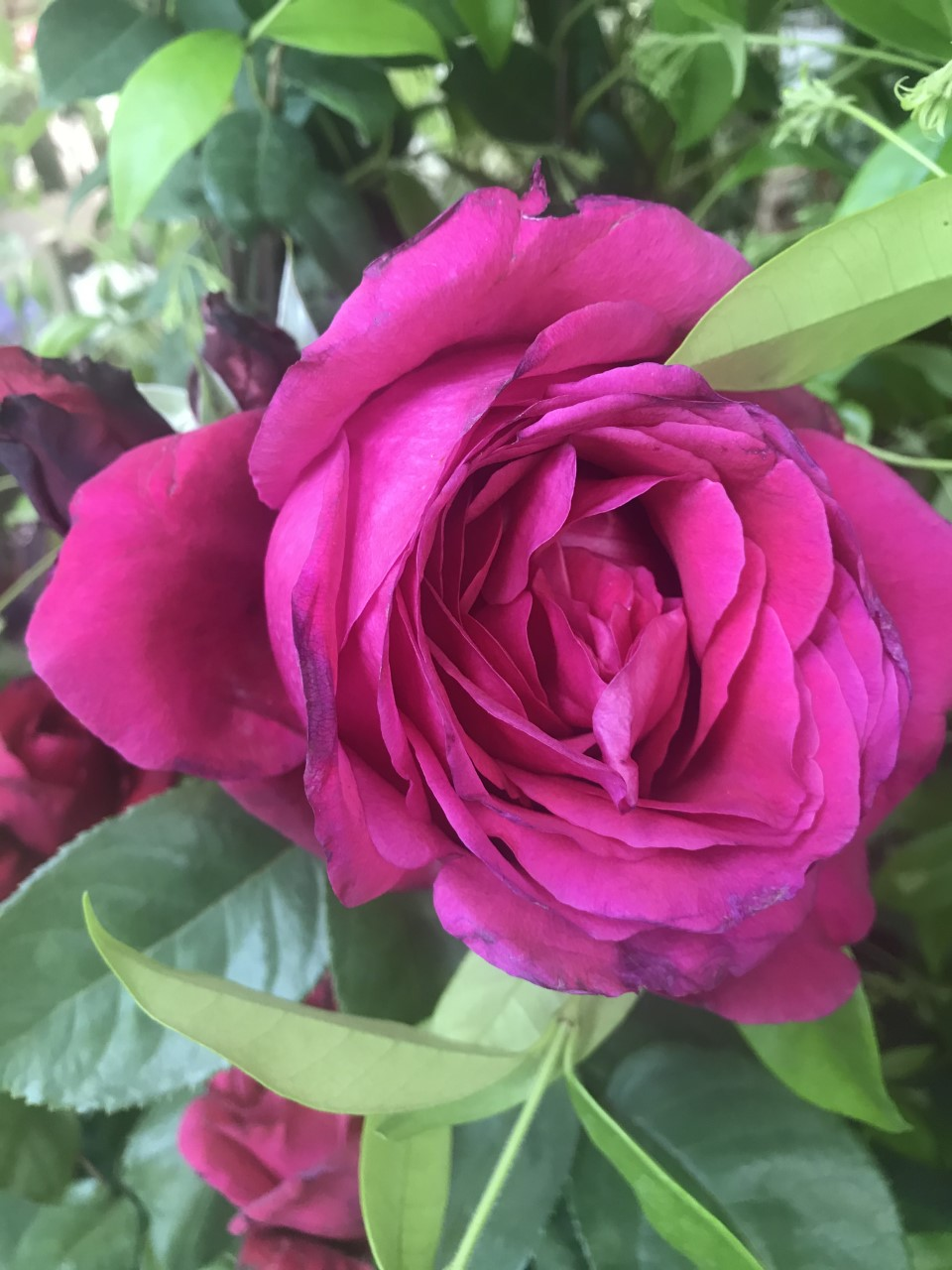
'Charlotte Rampling' (Meilland, 1987)

Algunos tés híbridos fueron nombrados por personas famosas (los miembros de las familias reales, jefes de Estado, actores, etc)
Algunos son legendarios, como la rosa 'Peace', híbrido creado en Francia, justo antes de la Segunda Guerra Mundial por Francis Meilland con el nombre de Madame A. Meilland. En el momento de la invasión alemana, el creador envió esquejes a varios corresponsales, entre ellos el de Estados Unidos, y ahí es donde esta rosa fue cultivada durante la guerra y lanzada oficialmente bajo el nombre de 'Peace' en 1945. Se conoce como 'Gloria Dei' en Alemania y de 'Gioia' en Italia.

## Selección de cultivares
Algunas de las variedades y obtenciones de híbrido de té conseguidas por distintos obtentores.

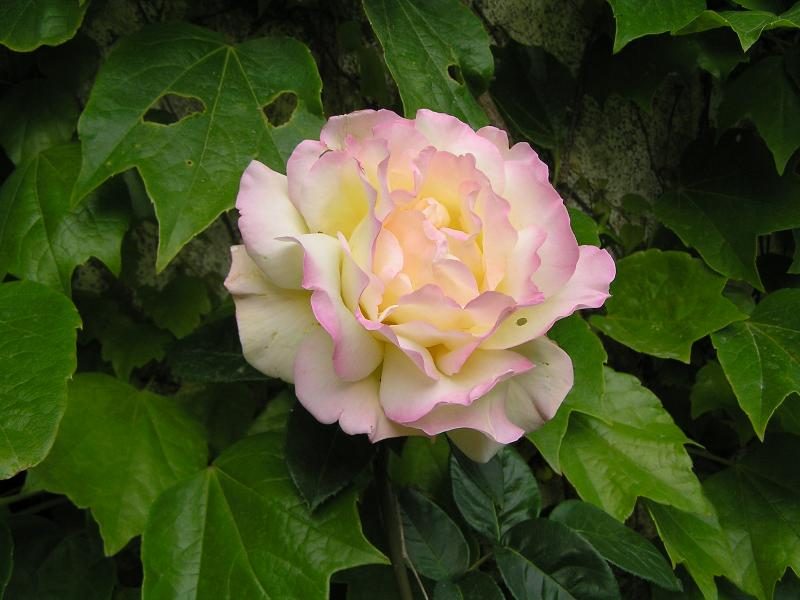
'Madame Meilland' la rosa más vendida de todos los tiempos.
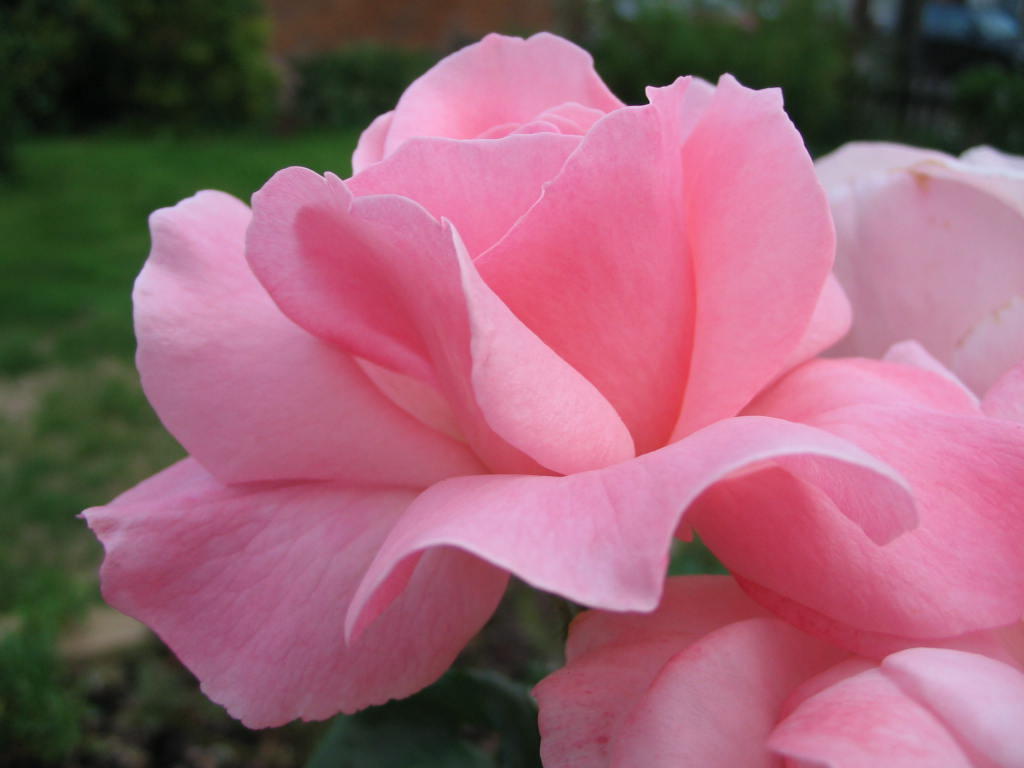
Rosa 'Queen Elizabeth'.
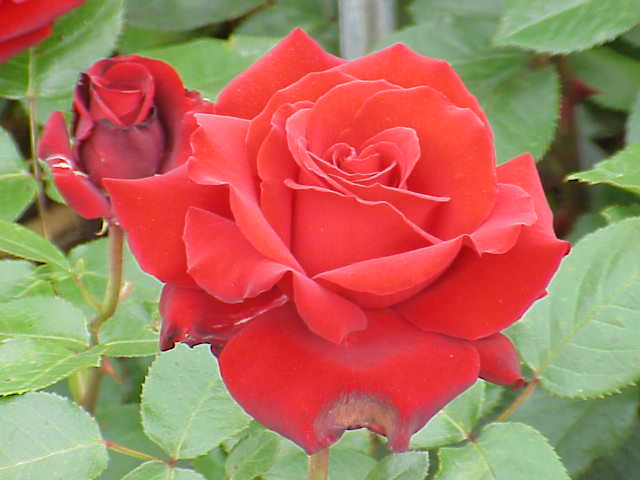
'Ingrid Bergmann' por Poulsen.
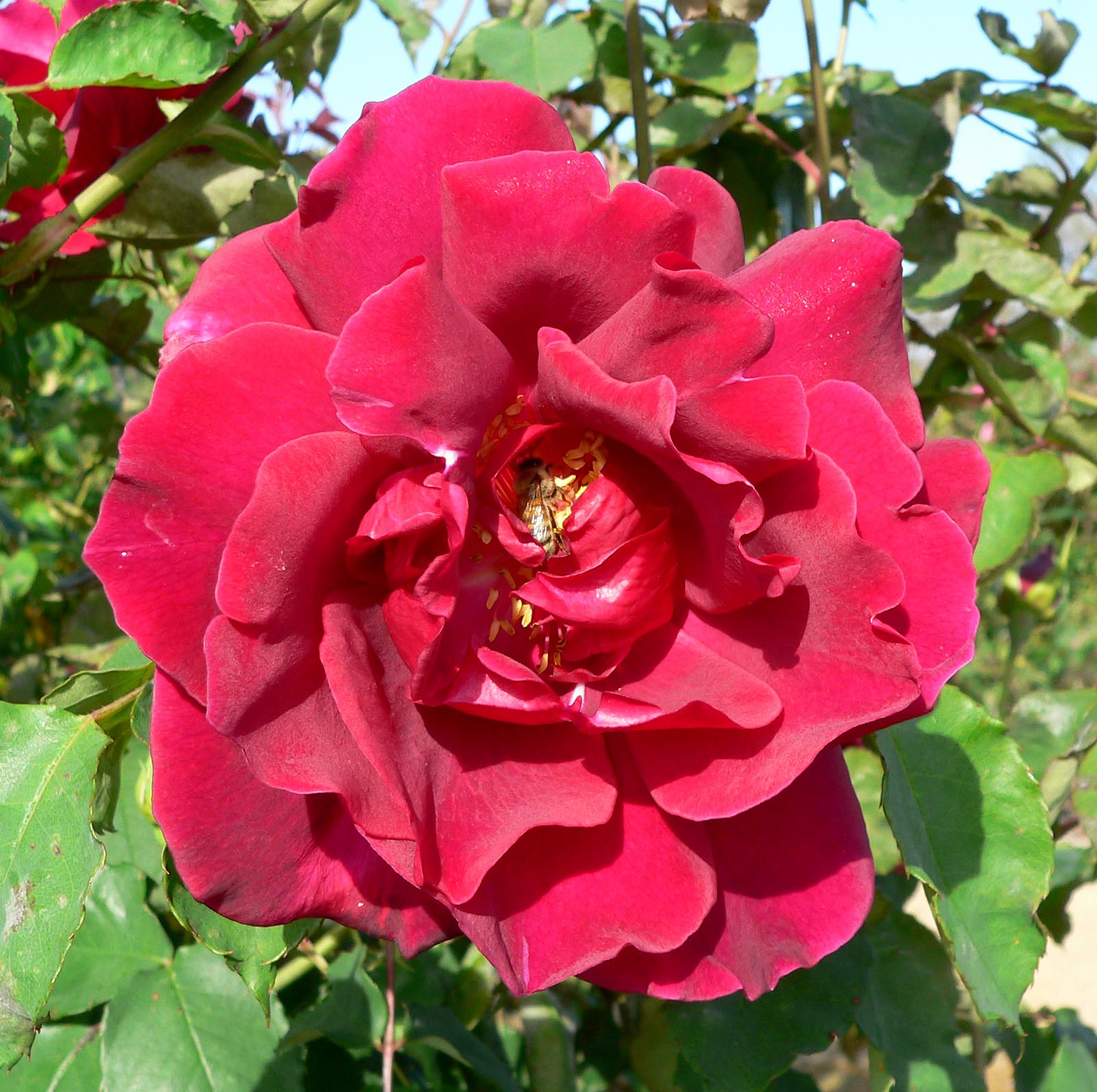
Rosa 'Etoile de Hollande' en el San Jose Heritage Rose Garden.
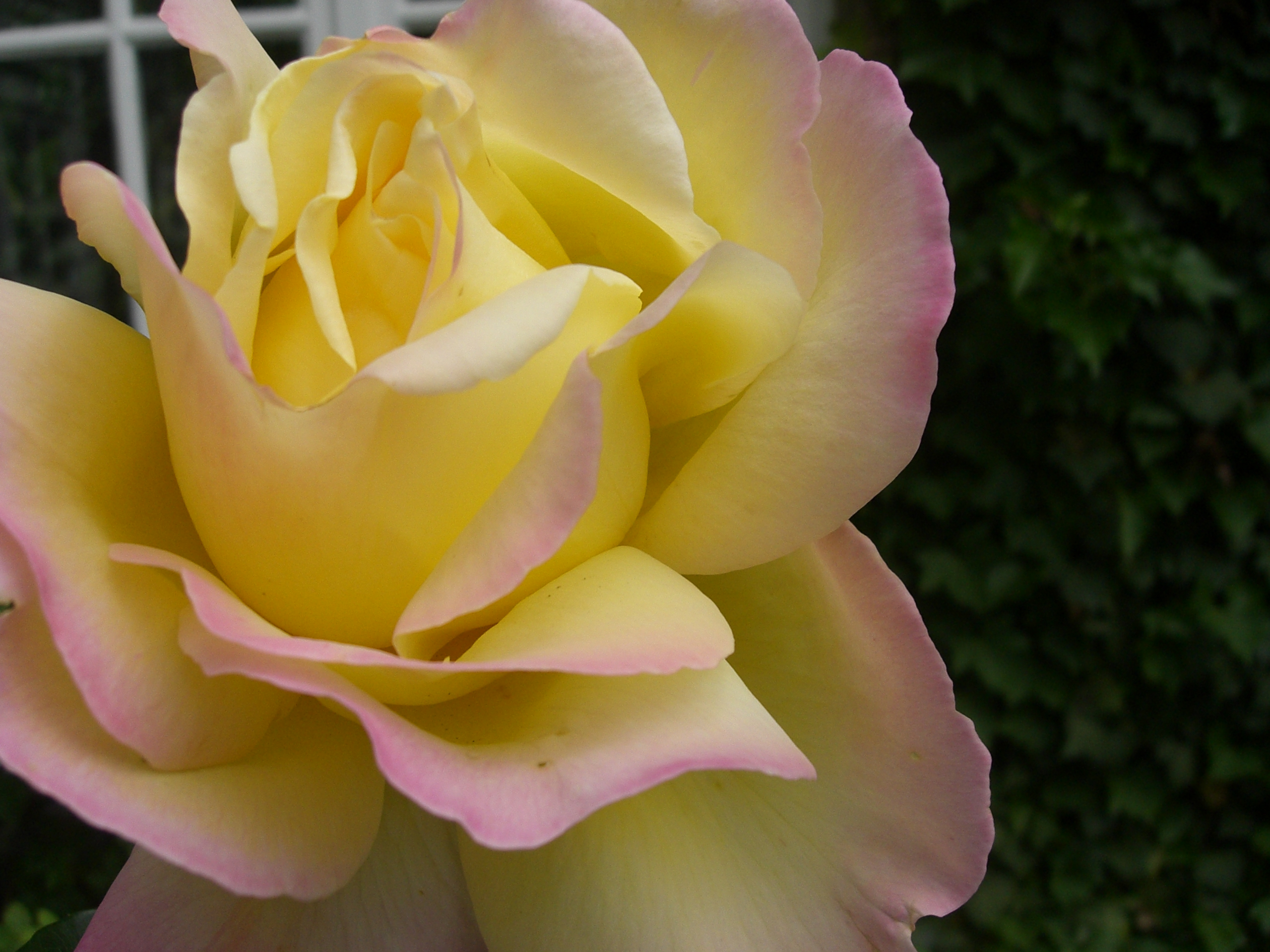
Rosa 'Peace' Meilland.
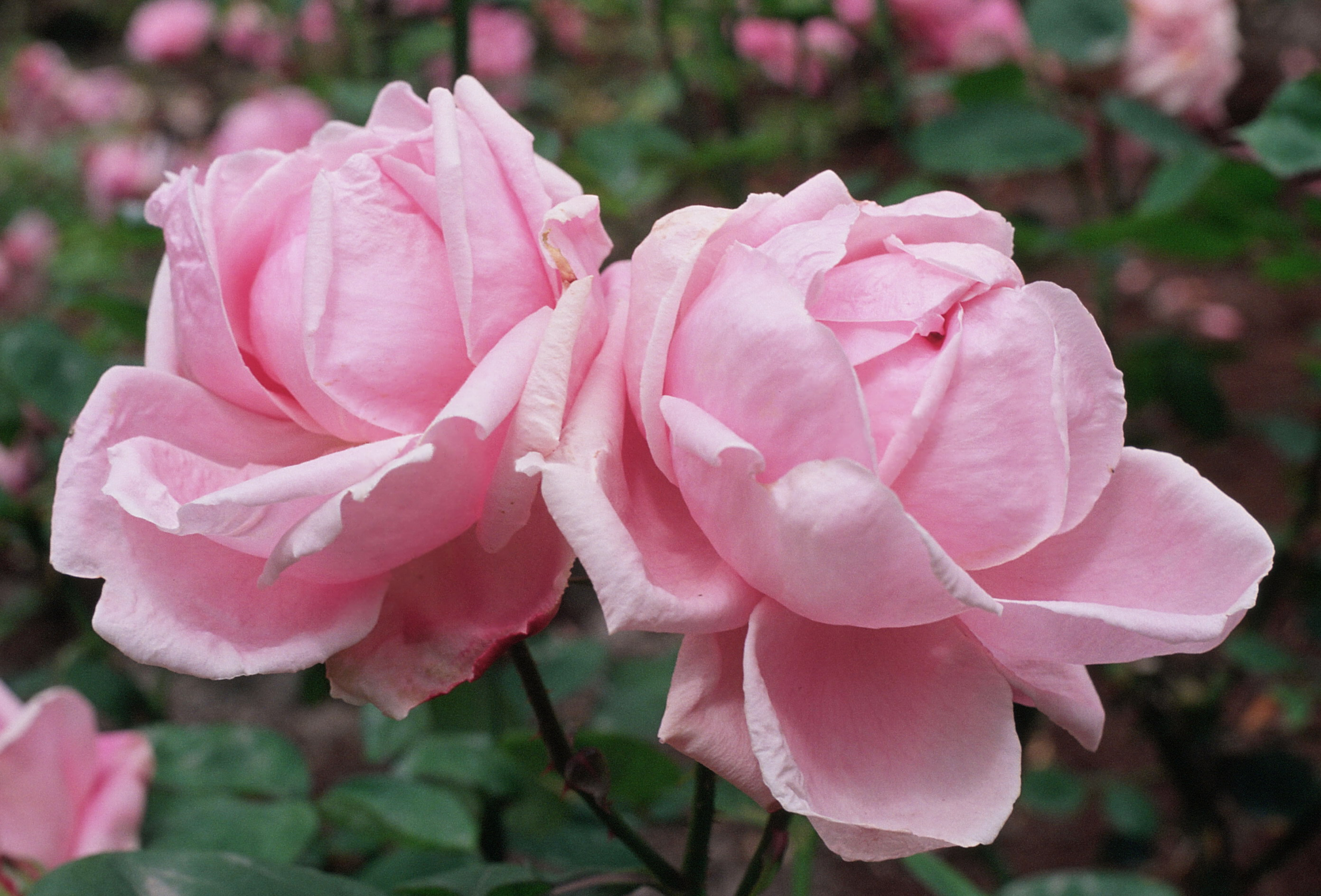
Rosa 'Madame Caroline Testout' Híbrido de té Pernet-Ducher, sect. Chinensis. Real Jardín Botánico de Madrid.
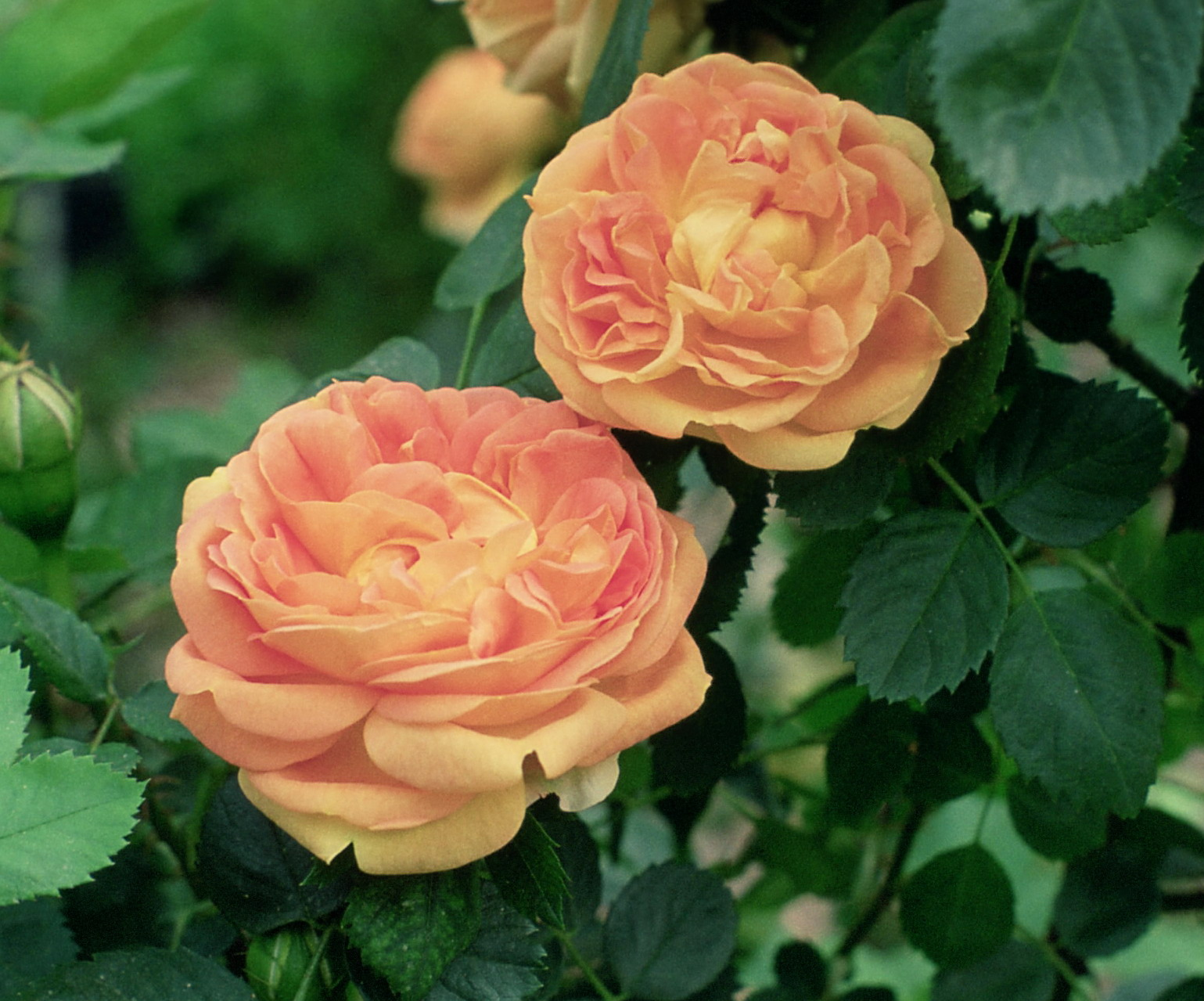
Rosa 'Soleil d'Or' Pernet-Ducher Híbridos de té, sect. Chinensis. Real Jardín Botánico de Madrid.
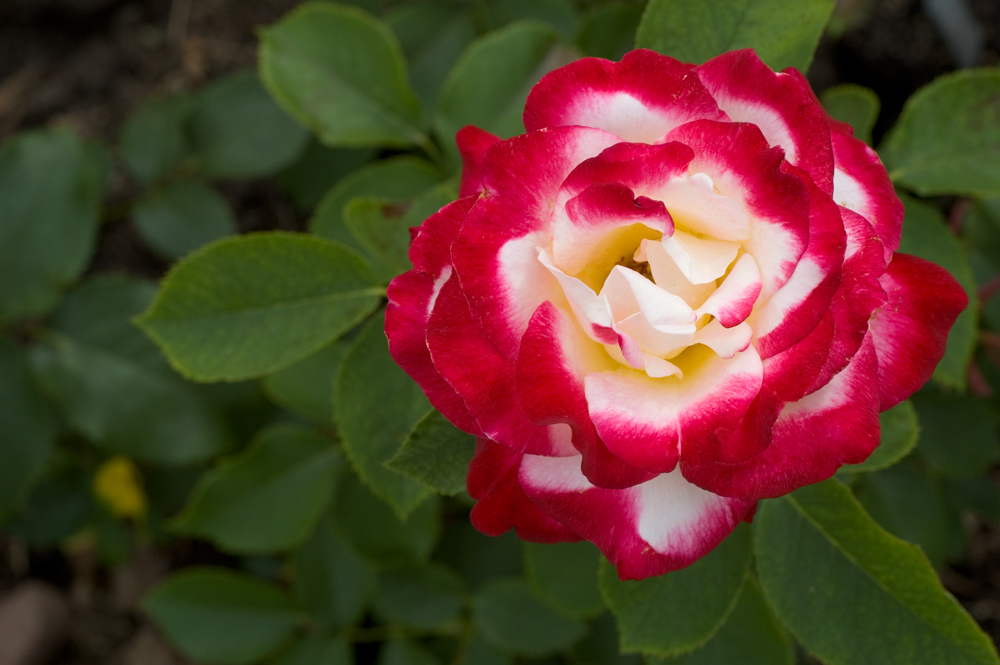
Rosa 'Double Delight'.